# Dicrotendipes nigrocephalicus
Dicrotendipes nigrocephalicus är en tvåvingeart som beskrevs av Niitsuma 1995. Dicrotendipes nigrocephalicus ingår i släktet Dicrotendipes och familjen fjädermyggor. Inga underarter finns listade i Catalogue of Life.